# 686 Gersuind
A 686 Gersuind (ideiglenes jelöléssel 1909 HF) a Naprendszer kisbolygóövében található aszteroida. August Kopff fedezte fel 1909. augusztus 15-én.